# Poecilmitis braueri
Poecilmitis braueri är en fjärilsart som beskrevs av Terence Dale Pennington 1966/67. Poecilmitis braueri ingår i släktet Poecilmitis och familjen juvelvingar. Inga underarter finns listade i Catalogue of Life.